# Olav Nilsen
Olav Nilsen (5. april 1902 i Oslo – 25. april 1944 i Oslo) var en norsk amatørbokser som deltog under Sommer-OL 1928.
Han blev født og døde i Oslo, og repræsenterede sportsklubben SK av 1909. Han kom på en 9.-plads i vægtklassen fluevægt i Boksning under Sommer-OL 1928. Han deltog i Norgesmesterskabet i boksning 1929 hvor han vandt en guldmedalje i vægtklassen bantamvægt.